# Aglossophanes
Aglossophanes là một chi bướm đêm thuộc họ Geometridae.

## Các loài
- Aglossophanes adoxima Turner, 1942
- Aglossophanes pachygramma (Lower, 1893)